# Trochosula conspersa
Trochosula conspersa är en spindelart som först beskrevs av Ludwig Carl Christian Koch 1882.  Trochosula conspersa ingår i släktet Trochosula och familjen vargspindlar. Inga underarter finns listade i Catalogue of Life.